# Lissoblemma hamularia
Lissoblemma hamularia là một loài bướm đêm trong họ Geometridae.